# Rajon Holowaniwsk
Der Rajon Holowaniwsk (ukrainisch Голованівський район/Holowaniwskyj rajon; russisch Голованевский район/Golowanewski rajon) ist ein ukrainischer Rajon mit etwa 120.000 Einwohnern. Er liegt in der Oblast Kirowohrad und hat eine Fläche von 4244 km², der Verwaltungssitz befindet sich in der namensgebenden Siedlung städtischen Typs Holowaniwsk.

## Geographie
Der Rajon liegt im Westen der Oblast Kirowohrad und grenzt im Nordwesten an den Rajon Uman (in der Oblast Tscherkassy gelegen), im Nordosten an den Rajon Swenyhorodka (Oblast Tscherkassy), im Osten an den Rajon Nowoukrajinka, im Südosten an den Rajon Perwomajsk (in der Oblast Mykolajiw gelegen), im Südwesten an den Rajon Podilsk (in der Oblast Odessa gelegen) sowie im Westen an den Rajon Hajssyn (in der Oblast Winnyzja gelegen).

## Geschichte
Der Rajon wurde am 7. März 1923 gegründet. Am 17. Juli 2020 kam es im Zuge einer großen Rajonsreform zur Auflösung des alten Rajons und einer Neugründung unter Vergrößerung des Rajonsgebietes um die Rajone Blahowischtschenske, Hajworon, Nowoarchanhelsk und Wilschanka.

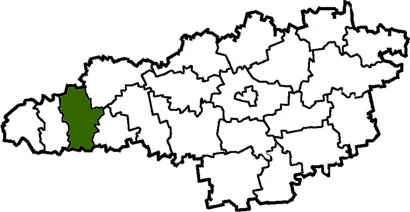
Rajon Holowaniwsk bis Juli 2020
Rajonsgebiet ab Juli 2020

## Administrative Gliederung
Auf kommunaler Ebene ist der Rajon in 10 Hromadas (2 Stadtgemeinden, 5 Siedlungsgemeinden und 3 Landgemeinden) unterteilt, denen jeweils einzelne Ortschaften untergeordnet sind.
Zum Verwaltungsgebiet gehören:
- 2 Städte
- 6 Siedlungen städtischen Typs
- 170 Dörfer
- 3 Ansiedlungen

Die Hromadas sind im Einzelnen:
- Stadtgemeinde Blahowischtschenske
- Stadtgemeinde Hajworon
- Siedlungsgemeinde Holowaniwsk
- Siedlungsgemeinde Pobuske
- Siedlungsgemeinde Nowoarchanhelsk
- Siedlungsgemeinde Sawallja
- Siedlungsgemeinde Wilschanka
- Landgemeinde Nadlak
- Landgemeinde Perehoniwka
- Landgemeinde Pidwyssoke